# Encéphalitozoonose
 Mise en garde médicale
L'encéphalitozoonose est une infection parasitaire causée par un protozoaire, Encephalitozoon cuniculi, qui touche essentiellement le lapin, mais aussi parfois les souris, les cochons d'Inde et les rats. Elle provoque des troubles neurologiques pouvant être graves (encéphalites, troubles de l'équilibre, parésies), ainsi que des problèmes ophtalmologiques et rénaux.